# Оріхів Грицько Кіндратович
Грицько́ Кіндра́тович Орі́хів ( нар. 18 січня 1886 — пом. ?) —підполковник Дієвої армії УНР.

## Біографія
Народився у м. Краснокуття Подільської губернії. Останнє звання у російській армії — капітан.
З 24 травня 1920 р. — командир 2-ї батареї 16-го гарматного куреня 6-ї гарматної бригади 6-ї Січової стрілецької дивізії Армії УНР. 
Брав участь у Другому Зимовому поході, був поранений. 
Подальша доля невідома.